# キリストの磔刑 (フアン・デ・フランデス)
『キリストの磔刑』（キリストのたっけい、西: La crucifixión、英: The Crucifixion）は、フランドル出身でスペインに移ったルネサンス期の画家フアン・デ・フランデスが板上に油彩で制作した絵画である。1509-1518年にパレンシア大聖堂の大聖堂主祭壇衝立のために制作された。パレンシアは、カスティーリャ女王イサベル1世に仕えていた画家が女王の死後、活動していた都市のうちの１つであった。作品は、『新約聖書』中の「マタイによる福音書」(27:45) 、「マルコによる福音書」(15:33) 、「ルカによる福音書」(23:44) に記述されている「キリストの磔刑」を主題としている。現在、絵画はマドリードのプラド美術館に所蔵されている。

## 歴史
パレンシア大聖堂主祭壇衝立のために制作されたこの絵画は、フアン・ロドリゲス・デ・フォンセカ司教の委嘱によるものであった。本作は主祭壇衝立中央台座部分を占め、両脇には『カルヴァリオへの道行』と『キリストの埋葬』が配置されていたが、1559年に聖アントリンを表す木彫に置き換えられた。1668年に作成された目録で、絵画はパレンシア大聖堂の参事会会場に残されていたことがわかっている。1944年にマヌエル・アルブルア (Manuel Arburúa) に購入され、アルブルア家のコレクションに入った。2005年に、作品はスペインの建設会社フェロビアルに購入されたが、フェロビアルは700万ユーロ分に当たる租税 (物納) としてプラド美術館に譲渡した。2005年5月以来、作品はプラド美術館に展示されている。

## 作品

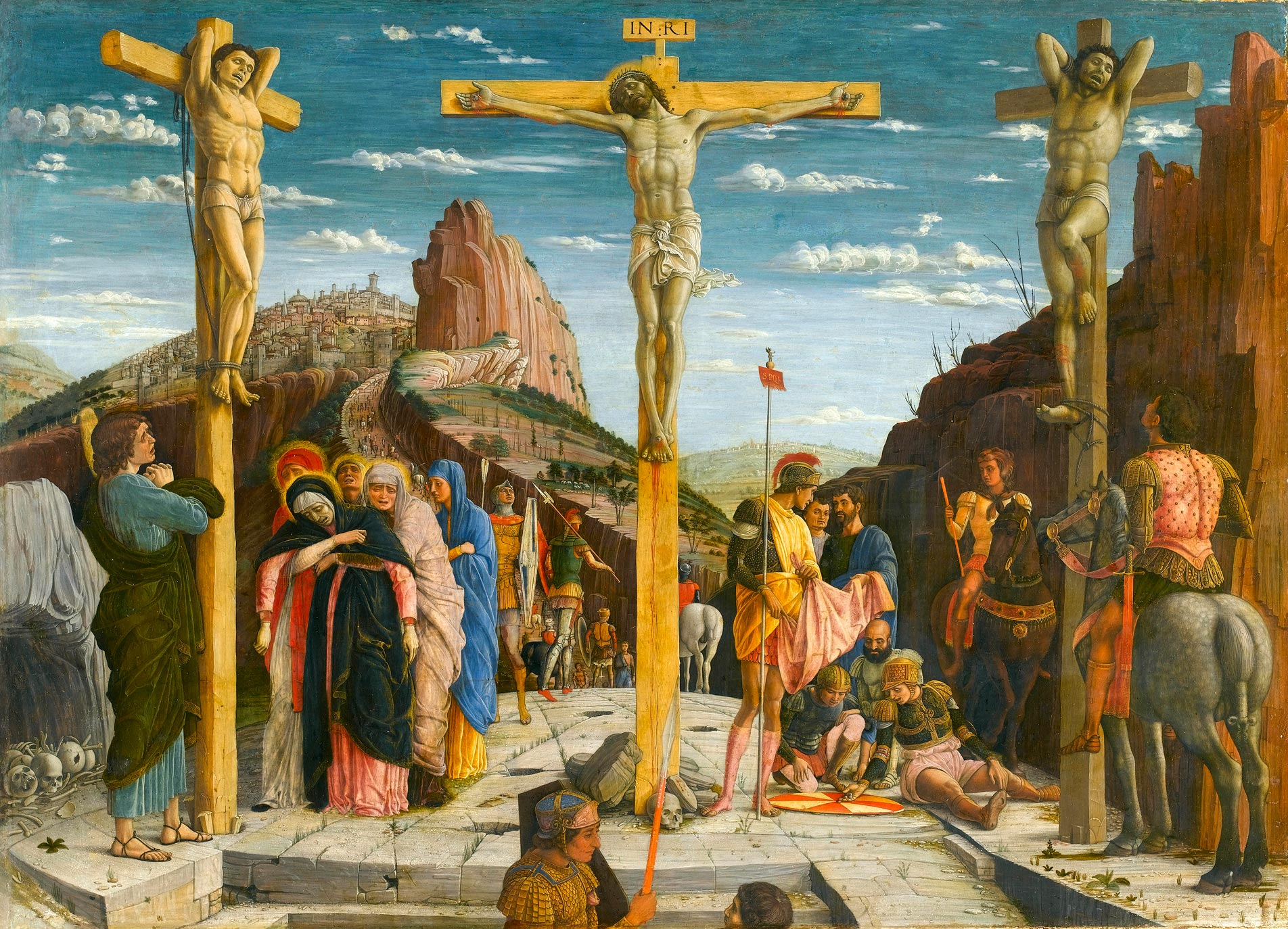
マンテーニャ『磔刑』 (1457-1459年) 、ルーヴル美術館

フアン・デ・フランデスにより採用されている遠近法は、下から見上げるように視点を低く設置している。それは、構図における縦の直線の支配性、全体の記念碑性とともに作品をマンテーニャの『磔刑』(ルーヴル美術館) の様式に近いものとしており、イタリア絵画のような雰囲気を与えている。横長の画面は、十字架が構図で支配的な位置を占めるのに貢献している。
十字架上ですでに死んでいるイエス・キリストの周囲には半円形に8人の人物が配置されている。画家は登場人物を減らす一方、人物像を画面に比して大きく描いている。左側には、聖母マリア、福音書記者聖ヨハネ、 クロパの妻マリア、イエス・キリストの弟子サロメがいる。右側の前景には後ろ向きの鎧を身に着けた兵士がおり、中景にはマグダラのマリアと馬上の2人の男がいる。画家は、十字架の前の岩盤に象徴的事物を配置している。軟膏の入った壺は人間としてのキリストの「償還」を、宝石はキリストの犠牲のおかげで到達できる天国を、一片のサンゴはキリストの血を、頭蓋骨と骨はキリストの磔刑の場所であるゴルゴタの丘を象徴する。ゴルゴタの丘は伝統的にアダムの墓のある地とされており、画面下部にあるアダムの頭蓋骨と骨はキリストの犠牲がアダムの原罪の贖いであることを象徴する。このように象徴を多く使った様式にはヤン・ファン・エイクの影響が認められる。
一方、カスティーリャの平野に特徴的な乾燥した大地は、キリストの死にまつわる記述 (暗い空、鳥、太陽と月両方が出ていることなど) と関連している。本作は、フアン・デ・フランデスの優れた技術を明らかにしており、それは特に宝石などいくつかの要素の描写に見て取れる。